# Halsbandsstormsvala
Halsbandsstormsvala (Hydrobates hornbyi) är en dåligt känd fågel i familjen stormsvalor inom ordningen stormfåglar. Den förekommer utanför Sydamerikas västra kust från Ecuador till Chile. Fram tills nyligen var det okänt var den häckade, men bohålor har nu hittats långt inåt land i Atacamaöknen.

## Utseende och läten
Halsbandsstormsvala är en medelstor till stor (21–23 cm) stormsvala med breda vingar och kluven stjärt. För att vara en stormsvala har den en ganska distinkt fjäderdräkt med svart hjässa, vitt ansikte och undersida och ett svart band över bröstet. Lätet är okänt.

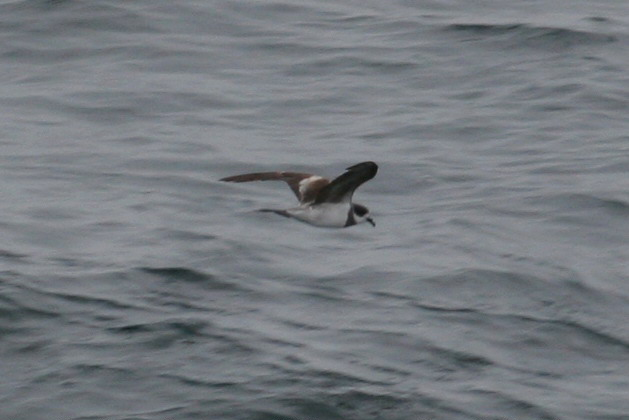

## Utbredning och levnadssätt
Halsbandsstormsvalan förekommer i Humboltströmmen, utmed Sydamerikas kust från Ecuador till centrala Chile. Trots att den är ganska vanlig i vattnen utanför Peru, Chile och Ecuador så var det länge oklart var den häckade. Det mesta pekar på att den häckar mellan 20° och 25° sydlig bredd inåt landet i Chile och Peru. Individer har rapporterats långt inåt landet i peruanska Caraz, cirka 100 km från kusten och vid hela 2250 meters höjd, men även i Anderna på mellan 2300 och 3400 meter över havet.
Både vuxna och nyligen flygga fåglar som dragits till belysning nattetid har också påträffats på olika platser i ökenområden i södra Peru och norra Chile. Mellan 2013 och 2017 hittades 25 bohålor med tecken på häckning i chilenska Atacamaöknen, 75 km från kusten. En individ har också observerats lämna en bohåla i Salar de Navidad i centrala Antofagasta. 2018 hittades i Tarapacá en koloni med ett antal övergivna bon, varav ett med en död halsbandsstormsvala.

## Släktestillhörighet
Tidigare placerades arten i släktet Oceanodroma. DNA-studier visar dock att stormsvalan (Hydrobates pelagicus) är inbäddad i det släktet. Numera inkluderas därför arterna Oceanodroma i Hydrobates, som har prioritet.

## Levnadssätt
Bon har rapporterats inåt landet på mellan 1085 och 1100 meters höjd i gipsformationer och i områden med saltsten. Den lägger ägg i december–januari och ungar har hittats mellan februari och juni. Fågeln födosöker i flykten genom att plocka föda från vattenytan. Den lever pelagiskt och har hittats långt från land.

## Status och hot
Arten är dåligt känd, men studier till havs och vid en häckningskoloni ger vid handen att utbredningsområdet och populationen är tillräckligt små för att den ska anses vara nära hotad. Världspopulationen uppskattas till mellan 500.000 och 800.000 häckande individer.

## Namn
Fågelns vetenskapliga artnamn hedrar Admiral Sir Phipps Hornby (1785-1867), befälhavare i Stilla havet för Royal Navy 1847-1850.